# خانه عروسک (فیلم ۱۹۵۹)
«خانه عروسک» (انگلیسی: A Doll's House (1959 film)) یک فیلم است. از بازیگران آن می‌توان به جولی هریس و کریستوفر پلامر اشاره کرد.